# Neville Veale
Neville Veale va ser un ciclista australià, que fou professional entre 1961 i 1971. El 1961 aconseguí el Campionat d'Austràlia en ruta.

## Palmarès
- 1961
  -  Campió d'Austràlia en ruta